# پوکرونیک (توتین)
پوکرونیک (به صربی: Pokrvenik) یک منطقهٔ مسکونی در صربستان است که در توتین، صربستان واقع شده‌است. پوکرونیک ۲۷۶ نفر جمعیت دارد.